# Molineux (St. Kitts)
Molineux ist eine Siedlung auf der Insel St. Kitts im Inselstaat St. Kitts und Nevis in der Karibik.

## Geographie
Die Siedlung liegt im Parish Saint Mary Cayon zentral an der Nordküste der Insel. Das Ortsgebiet wird bestimmt durch den Verlauf des Bakers Gut und liegt zwischen Nichola Town und Ottley’s.
Im Ortsgebiet steht die Calvary Baptist Church.